# Gordon Braun
Gordon Braun, né le 25 juillet 1977 à Metz, est un footballeur international luxembourgeois, qui évoluait au poste d'attaquant.
Son père, Nico Braun, était également international luxembourgeois.

## Biographie

### Carrière de joueur
Avec les clubs de l'AS Jeunesse d'Esch et du F91 Dudelange, Gordon Braun dispute huit matchs en Ligue des champions,.

### Carrière internationale
Gordon Braun compte 34 sélections et 1 but avec l'équipe du Luxembourg entre 1998 et 2004. 
Il est convoqué pour la première fois en équipe du Luxembourg par le sélectionneur national Paul Philipp, pour un match amical contre le Cameroun le 31 mai 1998. Il commence la rencontre comme titulaire, et sort du terrain à la 52e minute de jeu, en étant remplacé par Robby Langers. Le match se solde par une défaite 2-0 des Luxembourgeois. 
Le 8 septembre 2004, il inscrit son seul but en sélection contre la Lettonie, lors d'un match des éliminatoires de la Coupe du monde 2006. Le match se solde par une défaite 4-3 des Luxembourgeois.
Il reçoit sa dernière sélection le 13 octobre 2004 contre le Liechtenstein, lors d'un match des éliminatoires de la Coupe du monde 2006. Le match se solde par une défaite 4-0 des Luxembourgeois.

## Palmarès
- Avec l'Union Luxembourg
  - Vainqueur de la Coupe du Luxembourg en 1996

- Avec l'AS Jeunesse d'Esch
  - Champion du Luxembourg en 1997, 1998, 1999 et 2004
  - Vainqueur de la Coupe du Luxembourg en 1997, 1999, 2000

- Avec le F91 Dudelange
  - Champion du Luxembourg en 2001, 2002 et 2006
  - Vainqueur de la Coupe du Luxembourg en 2006